# Гержов Юрій Іванович
Юрій Іванович Гержов (нар. 29 вересня 1950 року, с. Ракове Вознесенського району Миколаївської області;) — Народний депутат України, член Партії регіонів.

## Освіта
1973 року  — Миколаївський суднобудівний інститут, спеціальність — інженер-механік.
1981 року  — Одеська вища партійна школа.

## Трудова діяльність
1975–1976 роки  — завідувач відділу комсомольських організацій Миколаївського МК ЛКСМУ.
1976–1977 роки  — перший секретар Ленінського РК ЛКСМУ.
1977–1979 роки  — перший секретар Миколаївського МК ЛКСМУ.
1981–1986 роки   — заступник голови виконавчого комітету Ленінської районної ради народних депутатів.
1986–1987 роки  — другий секретар Ленінського РК КПУ.
1987 року  — голова Вознесенської міськради.
З 1994 року — мер м.Вознесенськ.
З 12 грудня 2012 по 27 листопада 2014 років — Народний депутат України VII скликання.
Член Комітету Верховної Ради з питань будівництва, містобудування і житлово-комунального господарства та регіональної політики.

## Нагороди
- Орден «Знак Пошани» (1986). Ордени «За заслуги» III (09.1998)[2], II ступенів (09.2002)[3].
- Орден Миколи Чудотворця (10.2003).
- 24 травня 2013 року рішенням Вознесенської міської ради був удостоєний звання Почесного громадянина міста Вознесенська[4].